# Carlos Humberto Ruiz
Carlos Humberto Ruiz Gutiérrez (Ciutat de Guatemala, 15 de setembre, 1979) és un futbolista guatemalenc que va jugar a futbol i a futbol sala.
És el màxim golejador de la selecció de Guatemala de tots els temps (a data de 2009), amb la qual juga des de l'any 1998. Ha destacat a la MLS on ha defensat els colors de diversos clubs, destacant a Los Angeles Galaxy i FC Dallas. En total ha marcat 81 gols en 137 a la temporada regular i 15 gols de post temporada a la història de la Major League Soccer.

## Palmarès
Municipal
- Campió de lliga (2): 2000 Clausura, 2002 Clausura

Los Angeles Galaxy
- Campió (1): 2002

## Premis individuals
- MVP de la Major League Soccer: 2002
- Bota d'Or de la MLS (24 gols): 2002
- Bota d'Or de la MLS (empatat) (15 gols): 2003